# Puerto Rico (kommun i Colombia, Caquetá, lat 1,97, long -75,03)
Puerto Rico är en kommun i Colombia.   Den ligger i departementet Caquetá, i den centrala delen av landet, 300 km söder om huvudstaden Bogotá. Antalet invånare är 32 408.